# 薩拉哈

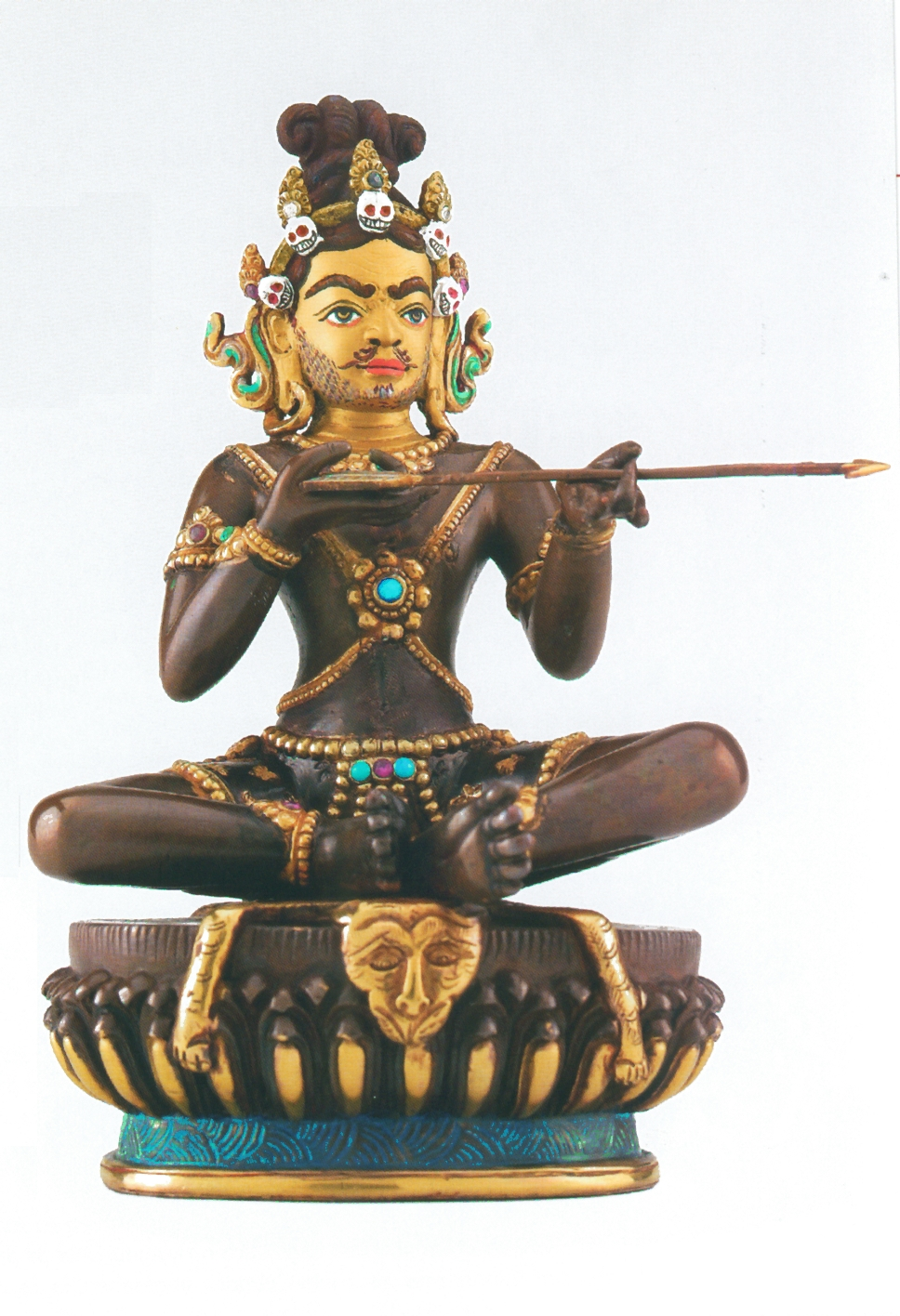
一尊薩拉哈尊者的銅像

薩拉哈（Saraha），印度大乘密宗人士，八十四大成就者之一，被認為是霎哈嘉瑜伽的創始者，以及金剛乘的祖師之一，尤其是大手印傳承一派，多羅那他認為他是無上瑜伽續的實際創始者。薩拉哈曾就教於寂護的弟子師子賢，据推斷生存時代應於西元八世紀末至九世紀初。

## 簡介
薩拉哈生於東印度羅裡的婆羅門家庭，據稱是空行母之子。曾就學於那烂陀寺，因對密續有信仰，白日修習印度教，晚間則修持密續。因為喜歡飲酒，被其他婆羅門發現，認為其破壞戒律，齊請國王惹拿巴拉放逐之。薩哈拉現神通以入熱鍋油、入水不沉、秤鐵比重的三種方式表明自己並無飲酒。於是國王領眾婆羅門向薩拉哈禮拜請法，薩拉哈以「朵哈三串法」（The Three Cycles of Doha）教授，使眾人皆成為佛教徒。
薩拉哈後與箭工之女結婚，受其引導，了悟心性與法界實相，後常邊製箭矢邊唱金剛道歌傳道，因此被稱為薩拉哈，意為箭矢。後與妻子同往空行淨土。

## 转世
萨拉哈尊者转世为丹真绒布仁波切，色登寺法主。